# 内克松站
内克松站，是法国的一个铁路车站，位于法国87省的内克松。
内克松站是一个区域性的铁路枢纽，利摩日－佩里格铁路和内克松－布里夫铁路在此交汇。

## 位置
内克松站位于内克松市区的北部，利摩日－佩里格铁路421.193公里处，同时也是{link-fr|内克松－布里夫铁路|Ligne de Nexon à Brive-la-Gaillarde}}的起点。距离利摩日大约20公里。车站大致呈南北走向，开口朝西。

## 设施
内克松站设有人工售票窗口，并设有自动售票机等设施。

## 停靠线路
以下列车线路在内克松站停靠：
| 站列车线路表                     |      |               |                         |              |
| 线路                             | 车种 | 上一站        | 下一站                  | 大致运行频率 |
| 利摩日—佩里格/波尔多             | TER  | 利摩日/莱基伊 | 拉法尔日/布谢尔加朗     | 每天10趟左右 |
| 利摩日—布里夫拉盖亚尔德          | TER  | 利摩日/莱基伊 | 拉梅兹/圣提里耶拉佩尔什 | 每天3趟左右  |
| 利摩日—圣提里耶拉佩尔什/蓬帕杜尔 | TER  | 莱基伊        | 拉梅兹                  | 每天2趟左右  |
| 1. 2.                            |      |               |                         |              |

## 配套交通

### 长途客车
| 停靠站的大巴车 |                             |                                                                                |
| 上下车地点     | 运营单位                    | 主要线路及目的地                                                               |
| 内克松站门口   | 上维埃纳省城际客运 Moohv 87 | - 50线：利摩日丘吉尔广场、贝纳克、比尔尼亚克、圣蒂莱尔雷普拉斯、拉迪尼亚克勒龙 |
| 内克松站门口   | SNCF Car TER                | （当某条铁路线施工或罢工时，SNCF可能也会提供途径该线路沿途站点的大巴车）       |
| 1. 2. 3.       |                             |                                                                                |

### 市内交通
内克松站附近暂无城市公共交通线路。

### 社会车辆
内克松站门口设有社会车辆停车场。

## 临近车站
| 内克松站（Gare de Nexon）      |                    |            |
| 上行车站                       | 线路               | 下行车站   |
| 莱基伊站                       | 利摩日－佩里格铁路 | 拉法尔日站 |
| （起点）                       | 内克松－布里夫铁路 | 拉梅兹站   |
| - 本表仅显示运营中的线路及车站 |                    |            |